# لويس ألبرتو رييس
لويس ألبرتو رييس (بالإسبانية: Luis Reyes)‏ (19 مارس 1958 بهندوراس - ) هو مدرب كرة قدم ولاعب كرة قدم هندوراسي في مركز الهجوم. شارك مع منتخب هندوراس لكرة القدم. أما مع النوادي، فقد لعب مع نادي موتاجوا ‏.

## وصلات خارجية
- لويس ألبرتو رييس على موقع الاتحاد الدولي (مؤرشف)  (الإنجليزية)